# Dr. Z-Vago
Dr. Z-Vago (rodno ime Angelo Goede) je nizozemski hardcore/gabber producent i DJ.
Već od 9. godine postaje fanatikom za techno glazbom te je tada počeo miksati i "scratchati". Njegova prva prava house zabava se održala u "The Maniac Dimensionu" 1993. godine. 1994. objavio je svoje prve pjesme pod nadimkom XD. 1995. je prestao producirati happy hardcore da bi zatim prešao na "pravi" hardcore. 1997. i 1998. su bile godine kada je Angleo imao pune ruke posla i skoro je svaki vikend punio klubove. No, 1998. je padala popularnost glazbe. 1999. upoznao se s izvođačem iz Megarave Recordsa iz SAD-a u Los Angelesu radi promicanja hardcore glazbe. Ostao je djelatan u pokretanju događaju u Nizozemskoj i inozemstvu. U međuvremenu, na godinu producira 30 pjesama za različite izdavačke tvrtke.

## Vanjske poveznice
- Službena stranica
- Dr. Z-Vago diskografija